# H. Blaine Lawson

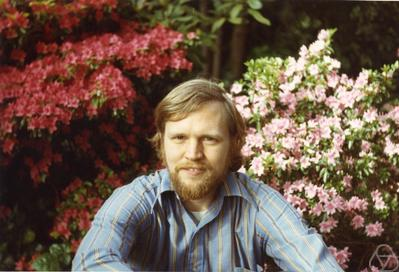
H. Blaine Lawson

Herbert Blaine Lawson Jr. (* 4. Januar 1942 in Norristown, Pennsylvania) ist ein US-amerikanischer Mathematiker, der sich mit Differentialgeometrie beschäftigt.

## Leben
1969 wurde er an der Stanford University bei Robert Osserman promoviert (Minimal varieties in constant curvature manifolds). Er war Professor in Berkeley und ist zurzeit Professor an der State University of New York at Stony Brook. 1972/73 war er am Institute for Advanced Study.
1970 war er Sloan Research Fellow und 1983 Guggenheim Fellow. 1994 war er Invited Speaker auf dem Internationalen Mathematikerkongress in Zürich (Spaces of algebraic cycles: levels of holomorphic approximation) und ebenso 1974 in Vancouver (Geometric aspects of the generalized Plateau problem).

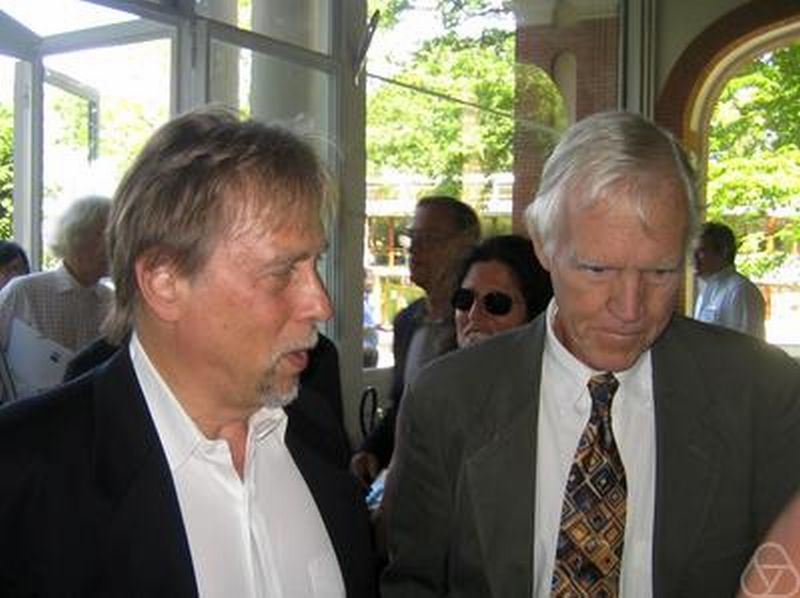
H. Blaine Lawson (rechts) mit Jeff Cheeger am IHES 2007

Er arbeitete u. a. über Minimalflächen und Blätterungen (Foliations). 1975 erhielt er den Leroy P. Steele Prize für „Foliations“ (Bulletin of the AMS, Bd. 80, 1974, S. 369–418). 1995 wurde er zum Mitglied der National Academy of Sciences, 2013 zum Mitglied der American Academy of Arts and Sciences gewählt.
Er ist Fellow der American Mathematical Society.
Zu seinen Doktoranden gehören William Meeks und Michael Anderson.

## Schriften
- mit Marie-Louise Michelsohn „Spin geometry“, Princeton University Press 1989
- Lectures on minimal submanifolds, Publish or Perish 1980
- Theory of Gauge Fields in four dimensions, AMS 1985
- Quantitative Theory of Foliations, AMS 1977
- „Foliations“, BAMS, Band 80, 1974, S. 369–418